# Zonhoven
Zonhoven é um município da Bélgica localizado no distrito de Hasselt, província de Limburgo, região da Flandres.